# James Baker (homme politique canadien)
Pour les articles homonymes, voir James Baker (homonymie) et Baker.
James Baker (6 janvier 1830-31 juillet 1906) est un homme politique canadien de la Colombie-Britannique. Il est aussi député provincial indépendant de la circonscription britanno-colombienne de Kootenay de 1886 à 1890, d'East Kootenay de 1890 à 1898 et d'East Kootenay South de 1898 à 1900.

## Biographie
Né à Londres au Royaume-Uni, Baker étudie au Collegiate School de Gloucester et à l'université de Cambridge. En 1845, il entre dans la marine et participe à l'étude de la côte arabique et à combattre la traite négrière. Il s'enrôle ensuite dans la British Army et combat en Crimée.
En 1858, il quitte l'armée en tant que subalterne junior et entre ensuite au Magdalene College de Cambridge où il complète un baccalauréat en 1862 et une maîtrise en 1865. Peu avant l'arrivée de Baker à Cambridge, la mise en place de l'University Rifle est décidé et Baker est nommé d'abord premier commandant avec grade de major et ensuite promu lieutenant-colonel en 1860.

### Carrière militaire
Baker s'implique dans le projet de création d'un diplôme militaire avec le support du prince consort Albert. Malheureusement, le projet est abandonné avec la mort prématurée du prince.
À l'instar de plusieurs officiers de l'armée britannique de cette époque, Baker collecte des renseignements en tant qu'agent-libre. Il est aussi l'auteur de Turkey in Europe, un livre contenant plusieurs informations concernant le premier ministre Lord Beaconsfield. Il est ensuite secrétaire privé du duc de Westminster.

### Homme d'affaires
En 1885, il s'établit avec sa famille à Skookumchuck et peu de temps après à Cranbrook en Colombie-Britannique. Sur place, Baker participe au développement de gisements de charbon dans la région du col du Nid de Corbeau, ainsi que le projet de construction d'un lien ferroviaire reliant la province à l'Alberta. Une entente parvient à être conclue avec le Canadien Pacifique avec une route passant par Canbrook et non par Fort Steele.

### Politique
En politique provinciale, Baker sert comme secrétaire provincial et ministre de l'Éducation, de l'Immigration et des Mines. Il appuie l'instauration d'une taxe d'entrée (en) pour les immigrants en provenance de Chine et du Japon.

## Postérité
Baker se retire de la politique en 1900 et retourne en Angleterre où il meurt à Inglewood près de Parkstone (en) dans le Dorset à l'âge de 76 ans.
Les Baker Street de Nelson et Cranbrook sont nommées en son honneur.

## Famille
Son frère, Samuel White Baker (1821-1893), est un explorateur anglais en Afrique qui a occupé la fonction de gouverneur-général de la province de l'Équatoria.
Un autre frère, Valentine Baker dit Baker Pasha (1827-1887), est officier militaire britannique et participe aussi à la guerre de Crimée.